# ميتسوكي سايغا
ميتسوكي سايغا (斎賀みつき سايغا ميتسوكي) هي مؤدية أصوات يابانية ولدت في 12 يونيو 1973 في محافظة سايتاما.

## أدوارها في الأنمي

### مسلسلات أنمي تلفزيونية
- دوت هاك ساين - تسوكاسا
- دوت هاك روتس - كشمير
- كيو كارا ماو! - فولفرام فون بيلفلد
- ميغامان محارب النت - تشاد فارس
- جت باكرز - ماكوبيكس
- بلاك كات - لين شاولي
- ناباري نو أو - يويتي
- غنشيكن - ماكوتو كوساكا
- ذا سول تيكر - كيوسكي داتي
- تنجن توبا جورين لاجان - روسيو
- البدلة المتنقلة جاندام 00 - ريفايف ريفايفال
- بيسميكر كوروغاني - أوكيتا سوجي
- لافليس - ناتسوؤو
- نادي مضيفي ثانوية أوران - بينيو أماكوسا
- دي جرايمان - ديفيت، جاسديفي
- لاينباريل الحديدي - ريجي موريتسوغو (أيام الطفولة)
- شاكوغان نو شانا II - يوهان
- شاكوغان نو شانا III(فاينل) - يوهان
- الخادم الأسود - إدوارد الخامس
- داركر ذان بلاك: المقاول الأسود - آيرين
- داركر ذان بلاك: جوزاء النيزك - مينا هازوكي
- سفن غوست - تيتو كلاين
- شوغو كارا! - كايري سانجو
- شوغو كارا!! دوكي - كايري سانجو
- بليتش - زابيمارو (القردة)
- MÄR - فانتوم
- خيميائي الفولاذ - ماريا روس
- جنود السايبورغ - فيل
- سيكيري - هايهاني
- سيكيري Pure Engagement - هايهاني
- موياشيمون - كي يوكي
- شيكاباني هيمي: أكا - شينزي كاميو
- شيكاباني هيمي: كورو - شينزي كاميو
- أميرة القناديل - كورانوسكي كويبوتشي
- ستار درايفر - كو أتاري
- فتاة الأمواج و فتى الشباب - إليوت
- حفيد نوراريهيون: عاصمة العفاريت - شوكيرا
- سلسلة مونوغاتاري الموسم الثاني - كاكو
- كود:بريكر - روي هاتشيوجي
- طموحات أودا نوبونا - أساي ناغاماسا
- يوريكوما أراشي - لايف كول
- إنتقام ماساموني-كن - كانيتسوغو غاسو
- دريفترز - ناسو يويتشي
- هجوم العمالقة The Final Season - يلينا
- قداس ملك الورد - ريتشارد الثالث
- كاكيغوروي xx - ميروسلافا هونيبامي
- كيشين هوكو ديمونبين - كولين

### أوفا أنمي
- لوحة كوزيت - إيري

### أفلام أنمي
- إينوياشا: جزيرة هوراي القرمزية - كوجاكو
- تنجن توبا جورين لاجان: فصل جورين - روسيو
- تنجن توبا جورين لاجان: فصل لاجان - روسيو

## أدوارها في ألعاب الفيديو
- تيلز أوف ذا تمبست - لوكيوس بريدجز
- دراكنغارد 3 - ديتو
- سلسلة ألعاب دوت هاك - إلك، تسوكاسا
- سلسلة ألعاب دوت هاك جي يو - إندرانس
- دون هاك لينك - تسوكاسا، إندرانس
- دراغون كويست XI - البطل
- سوبر سماش برذرز ألتميت - البطل (دراغون كويست XI)

## أدوارها في الدبلجة اليابانية
- ستيفن البطل - غارنت
- كارمن ساندييغو - بلاير

## وصلات خارجية
- ميتسوكي سايغا على موقع IMDb (الإنجليزية)
- ميتسوكي سايغا على موقع ميوزك برينز (الإنجليزية)
- ميتسوكي سايغا على موقع قاعدة بيانات الفيلم (الإنجليزية)
- ميتسوكي سايغا على موقع ANN person (الإنجليزية)